# Antonio Taylor
Alejandro Antonio Taylor (Long Beach, Kalifornia, 1989. július 13. –) amerikai születésű visszavonult panamai válogatott labdarúgó.

## Pályafutása

### Klubcsapatokban
2007 és 2008 között 7 alkalommal lépett pályára a Central Florida Kraze csapatában és ezeken a mérkőzésen 10 gólt szerzett. 2010. április 10-én mutatkozott be a portugál Estoril Praia csapatában az AD Carregado elleni bajnoki mérkőzés utolsó perceiben. 2011 decemberében kölcsönbe került a szintén portugál Atlético CP csapatához. A kölcsön szerződés lejárta után visszatért az Estoril csapatához, de a szerződését nem hosszabbították meg, a ciprusi Omónia Lefkoszíasz klubjába igazolt. 2014 augusztusában csatlakozott az amerikai New England Revolution élvonalbeli csapatához, amelyben a Chivas USA elleni mérkőzésen lépett csak pályára. Decemberben már a New York City játékosa lett. 2017. január 31-én a Paços Ferreira csapatába igazolt, itt a CF Os Belenenses és az FC Porto ellen lépett pályára a bajnokságban. Ebben az évben megfordult rövid ideig a Jacksonville Armada együttesénél, majd 2018-ban az Ottawa Fury-nál. 2019. március 12-én a magyar Puskás Akadémia jelentette be szerződtetését.

### A válogatottban
Az amerikai korosztályos válogatott tagjaként részt vett a 2009-es U20-as labdarúgó-világbajnokságon, ahol három mérkőzésen egy gólt szerzett. 2016. november 16-án mutatkozott be a  panamai felnőtt válogatottban Mexikó ellen. Tagja volt a 2017-es Copa Centroamericana keretnek.

#### Mérkőzései a panamai válogatottban
| #  | Dátum              | Ellenfél | Eredmény | Kiírás                          | Esemény |
| -- | ------------------ | -------- | -------- | ------------------------------- | ------- |
| 1. | 2016. november 15. | Mexikó   | 0 – 0    | Vb-selejtező                    | 77'     |
| 2. | 2017. január 13.   | Belize   | 0 – 0    | Copa Centroamericana csoportkör | 46'     |
| 3. | 2017. január 17.   | Honduras | 0 – 1    | Copa Centroamericana csoportkör | 56'     |

## Sikerei, díjai
- Estoril Praia
  - Portugál másodosztály bajnok: 2011-12
- Panama
  - Copa Centroamericana ezüstérmes: 2017